# Anogia
Anogia (tiếng Hy Lạp: ?) là một khu tự quản ở vùng Kríti, Hy Lạp. Khu tự quản Anogia có diện tích 113 km², dân số theo điều tra ngày 18 tháng 3 năm 2001 là 2805 người.